# Внешняя политика Барбадоса
Внешняя политика Барбадоса — общий курс Барбадоса в международных делах. Внешняя политика регулирует отношения Барбадоса с другими государствами. Реализацией этой политики занимается министерство иностранных дел Барбадоса.

## История
В 1965 году Барбадос, Антигуа и Барбуда, Гайана и Тринидад и Тобаго учредили Карибскую ассоциацию свободной торговли (КАРИФТА). После обретения независимости от Великобритании в 1966 году Барбадос стал одним из основателей многих международных организаций. 4 июля 1973 года Барбадос, Тринидад и Тобаго, Гайана и Ямайка подписали Чагуарамасский договор на Тринидаде, создав торгово-экономический союз Карибское сообщество (КАРИКОМ), который пришёл на смену КАРИФТА. В 1974 году многие англоязычные карибские государства последовали их примеру и также присоединились к КАРИКОМ, постепенно доведя численность до 15 членов.
Барбадос также является членом Карибского банка развития (CDB), основанного в 1970 году, со штаб-квартирой в Уилди. Региональная система обороны (RSS) включается в себя Барбадос и ещё шесть стран Организации восточно-карибских государств (OECS). В июле 1994 года Барбадос присоединился к недавно созданной Ассоциации карибских государств (ACS). В 2002 году Организация Объединённых Наций открыла Дом ООН в Гастингсе, находящемся в приходе Крайст-Черч, который действует как штаб-квартира для проведения региональных операций нескольких программ ООН на Барбадосе и других островах в Вест-Индии.
В 2008 году Барбадос и другие члены КАРИКОМ подписали Соглашение об экономическом партнерстве с Европейским союзом и Европейской комиссией. Соглашение распространяется на участников организации КАРИФОРУМ, которая является частью блока Стран Африки, Карибского бассейна и Тихого океана (АКТ). В Соглашении излагается концепция будущего развития Барбадоса и его торговых связей с Европейским союзом, что служит планом для будущих отношений между торговыми блоками в соответствии с Соглашением Котону и Ломейскими конвенциями.